# Mannenmarathon van Tokio 1994
De Mannenmarathon van Tokio 1994 werd gelopen op zondag 13 februari 1994. Het was de vijftiende editie van de Tokyo International Marathon. Aan deze wedstrijd mochten alleen mannelijke elitelopers deelnemen.
De Australiër Stephen Moneghetti kwam als eerste over de streep in 2:08.55.

## Uitslagen
| rang   | naam                  | land | tijd    |
| ------ | --------------------- | ---- | ------- |
| Goud   | Stephen Moneghetti    | AUS  | 2:08.55 |
| Zilver | Vincent Rousseau      | BEL  | 2:09.08 |
| Brons  | Toshiyuki Hayata      | JPN  | 2:10.19 |
| 4      | Kenjiro Jitsui        | JPN  | 2:11.10 |
| 5      | Abebe Mekonnen        | ETH  | 2:12.13 |
| 6      | Seung-Do Baek         | KOR  | 2:12.54 |
| 7      | Konrad Dobler         | GER  | 2:12.57 |
| 8      | Naoto Suzuki          | JPN  | 2:13.27 |
| 9      | Daisuke Tokunaga      | JPN  | 2:15.16 |
| 10     | Slawomir Gurny        | POL  | 2:15.20 |
| 11     | Juan-Francisco Romera | ESP  | 2:15.26 |
| 12     | Biruk Bekele          | ETH  | 2:15.35 |
| 13     | Masaru Yamaguchi      | JPN  | 2:15.39 |
| 14     | Eddy Hellebuyck       | BEL  | 2:15.54 |
| 15     | Taisuke Kodama        | JPN  | 2:15.56 |
| 16     | Brian Sheriff         | ZIM  | 2:16.29 |
| 17     | Takayuki Saeki        | JPN  | 2:17.13 |
| 18     | Noriaki Kiguchi       | JPN  | 2:17.23 |
| 19     | Tesfaye Eticha        | ETH  | 2:17.31 |
| 20     | Manabu Kawagoe        | JPN  | 2:17.37 |
| 21     | Lawrence Peu          | RSA  | 2:19.30 |
| 22     | Toshiaki Kurumizawa   | JPN  | 2:19.32 |
| 23     | Kazuhisa Kato         | JPN  | 2:19.55 |
| 24     | Naofumi Tamura        | JPN  | 2:19.59 |
| 25     | Keiji Negishi         | JPN  | 2:19.59 |

Tokyo International Marathon (alleen mannen)

1981 · 1982 · 1983 · 1984 · 1985 · 1986 · 1987 · 1988 · 1989 · 1990 · 1991 · 1992 · 1993 · 1994 · 1995 · 1996 · 1997 · 1998 · 1999 · 2000 · 2001 · 2002 · 2003 · 2004 · 2005 · 2006

Tokyo International Women's Marathon (alleen vrouwen)

1979 · 1980 · 1981 · 1982 · 1983 · 1984 · 1985 · 1986 · 1987 · 1988 · 1989 · 1990 · 1991 · 1992 · 1993 · 1994 · 1995 · 1996 · 1997 · 1998 · 1999 · 2000 · 2001 · 2002 · 2003 · 2004 · 2005 · 2006 · 2007 · 2008

Tokyo Marathon (beide)

2007 · 2008 · 2009 · 2010 · 2011 · 2012 · 2013 · 2014 · 2015 · 2016 · 2017 · 2018 · 2019 · 2020 · 2021 · 2022 · 2023 · 2024